# Байковецкая сельская община
Байковецкая сельская община (укр. Байковецька сільська громада) — территориальная община в Тернопольском районе Тернопольской области Украины.
Административный центр — село Байковцы.
Население составляет 13343 человека. Площадь — 161,5 км².
В соответствии с распоряжением Кабинета Министров Украины от 12 июня 2020 года, в состав общины вошла территория Байковецкого, Гаи-Шевченковского, Дубовецкого, Лозовского, Романовского, Стегниковского, Ступковского, Чернелево-Русского и Шляхтинецкого сельских советов Тернопольского района, а также Охримовского и Романовоселовского сельских советов упразднённого Збаражского района.

## Населённые пункты
В состав общины входит 15 сёл:
- Байковцы
- Ангеловский старостинский округ:
  - Ангеловка
  - Романовка
  - Романовое Село
- Гаи-Шевченковский старостинский округ:
  - Гаи-Шевченковские
- Курниковский старостинский округ:
  - Дубовцы
  - Курники
  - Стегниковцы
- Чернелев-Русский старостинский округ:
  - Соборное
  - Ступки
  - Чернелев-Русский
- Шляхтинецкий старостинский округ:
  - Гаи-Гречинские
  - Лозовая
  - Охримовцы
  - Шляхтинцы